# Nationalstraße 3 (Kambodscha)
Der National Highway 3 (NH 3) ist eine von acht National-Fernstraßen in Kambodscha, die sich im Südwesten des Landes befindet und Teil des Asian Highways 123 (AH 123) ist. Die Straße bildet eine Nord-Süd-Verbindung zwischen Phnom Penh und dem National Highway 4 bei Veal Renh. Die Straße ist zirka 200 Kilometer lang.

## Straßenbeschreibung
Der NH 3 beginnt in Phnom Penh, der Hauptstadt von Kambodscha mit 2 Millionen Einwohnern. Der NH 3 ist eine zweispurige asphaltierte Straße und verläuft nach Süden entlang von Reisfeldern und zunächst parallel zum National Highway 2. Die Straße führt durch wenig besiedeltes Land in Richtung Süden mit vielen langen geraden Abschnitten. Sie führt dann durch die südliche Stadt Kampot, dem wichtigsten Ort auf der Strecke außerhalb von Phnom Penh. Von hier aus geht die Straße entlang der Südküste Kambodschas, südlich einer bewaldeten Hügellandschaft und dem Phnom Bokor Nationalpark. Bei Veal Renh endet die Fernstraße an dem National Highway 4, der weiter zur Hafenstadt Sihanoukville führt.

## Geschichte
Der National Highway 3 war früher eine nicht allzu wichtige Verbindung und war für lange Zeit wenig befahren. Zwischen Phnom Penh und Sihanoukville hat man die Wahl zwischen dem NH 3 und NH 4, letztere Route ist 30 km kürzer. In den vergangenen Jahren wurde der NH 3 modernisiert und asphaltiert, die Fertigstellung erfolgte im Jahr 2011.